# Ciclocrós

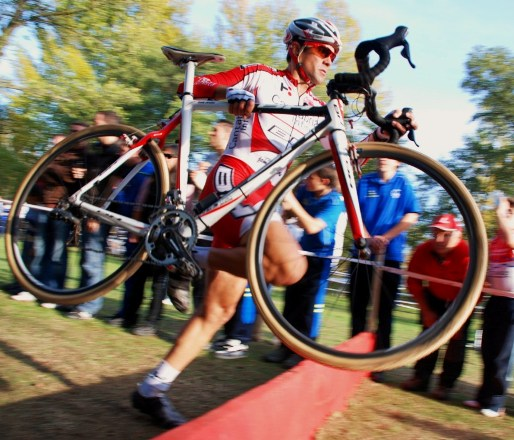
Isaac Suárez, especialista español de ciclocrós, en un obstáculo artificial.

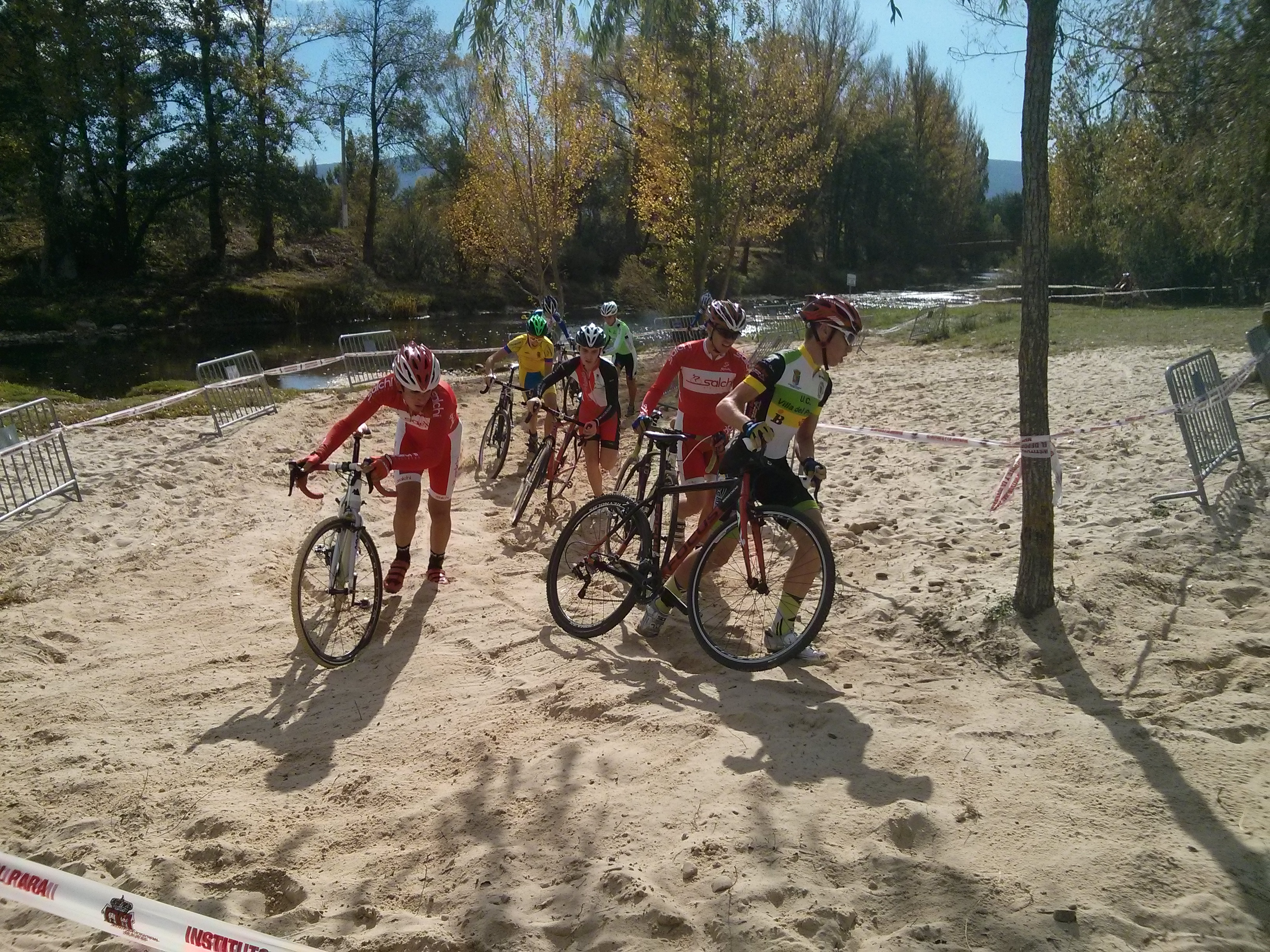
En los circuitos es común introducir tramos de arena en los que el corredor debe decidir la forma ideal de pasarlos, dependiendo del estado de los mismos.

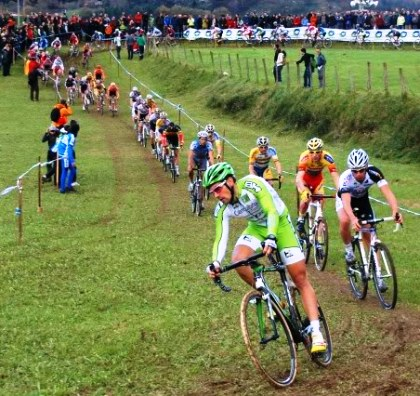
Ciclocross de Asteasu.

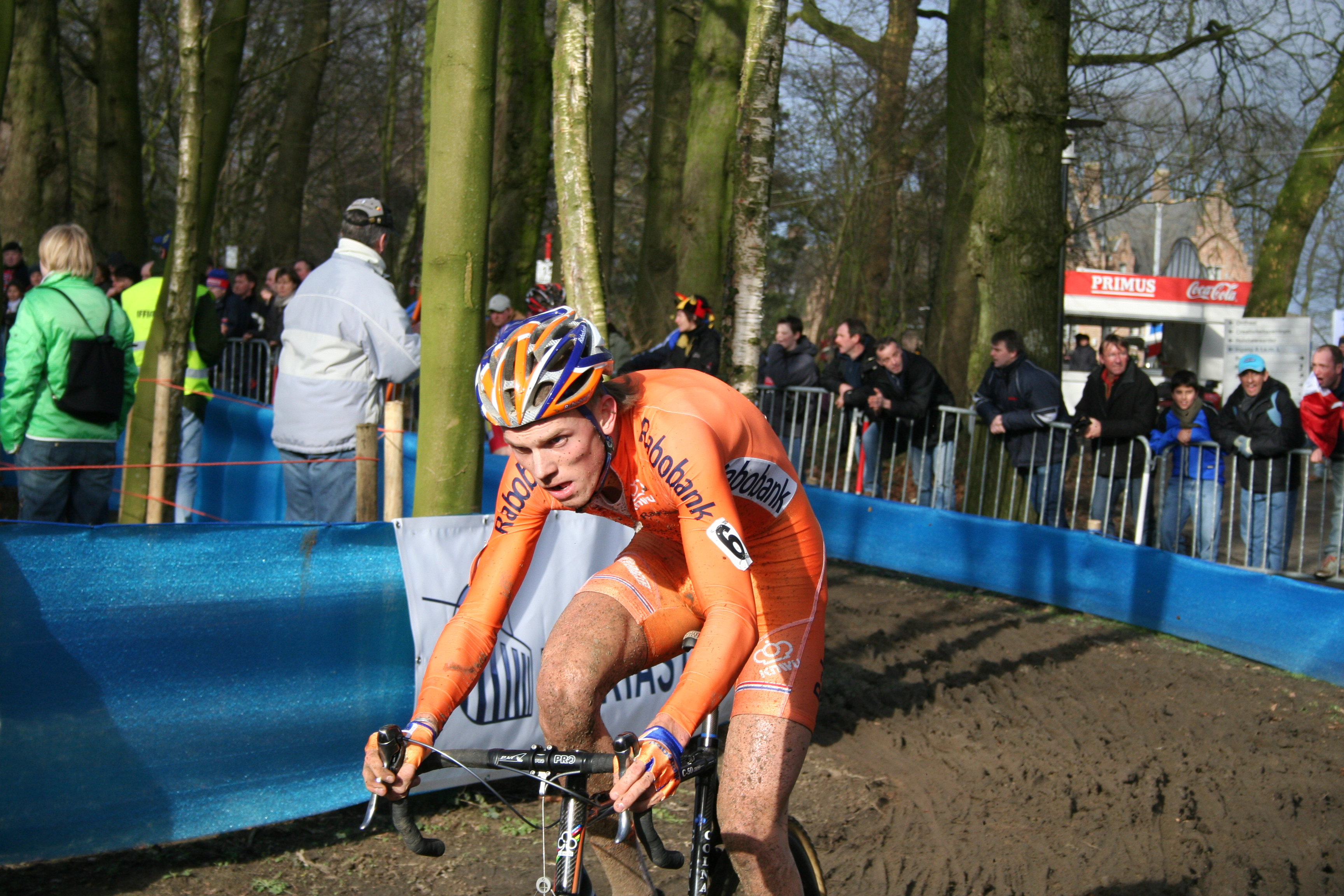
Lars Boom durante el Campeonato Mundial de Ciclocross sub-23 de 2008 en Hooglede-Gits, el cual ganó.

El ciclocrós (en francés e inglés, cyclo-cross), habitualmente escrito ciclocross, es una disciplina ciclista, nacida a principios del siglo XX, que consiste en realizar un determinado número de vueltas a un circuito con tramos de asfalto, caminos, prados y terrenos enfangados, y con una serie de obstáculos tales como barro, arena o tablones de madera (naturales o artificiales) que deban obligar al corredor a bajarse de la bicicleta para sortearlos.
Debido a sus características se disputa únicamente en otoño e invierno (la temporada profesional es de septiembre a febrero), y, en ocasiones, en circuitos con hielo y nieve, al igual que el campo a través, desde los organismos reguladores han intentado incluirlo en el programa de los Juegos Olímpicos de Invierno, siendo la solicitud rechazada debido a que habitualmente no se disputa bajo esas condiciones meteorológicas.

## Historia
La historia de ciclocrós está unida a la del ciclismo en ruta, debido a que a finales del siglo XIX apenas había carreteras asfaltadas y era común que los ciclistas tuviesen que bajarse de la bicicleta para superar obstáculos. Las primeras carreras documentadas de ciclocrós propiamente dicho se sitúan en 1902 (Campeonato de Francia de Ciclocrós) y 1903 en Ville-d'Avray. La primera prueba a nivel internacional se organizó en París en 1924. Un año después fue el primer ciclocrós reservado a las féminas en Bellevue. Todas ellas en Francia.

## La bicicleta
La bicicleta con la que se compite en ciclocrós es muy parecida a la que se utiliza en las pruebas de carretera, aunque con algunas diferencias:
- Las ruedas llevan neumáticos un poco más anchos y con un dibujo más marcado, para mejorar la tracción sobre tierra y especialmente en suelos resbaladizos, y en el interior de éstas se suelen usar neumáticos tubulares frente a neumáticos de cubierta (tipo clincher).[8]
- Los frenos son de tipo cantilever, para evitar que en terrenos embarrados se acumule el barro en el puente y más actualmente, se utilizan frenos de disco que funcionan mejor con barro además de fatigar menos las manos al frenar.
- La horquilla delantera tiene más separación por el mismo motivo.
- El eje pedalier está ligeramente más alto para evitar que la bicicleta golpee con obstáculos elevados.
- Las vainas traseras son más largas y están más separadas para dejar sitio a una rueda algo más grande y para evitar la acumulación de barro.
- Se utilizan pedales de bicicleta de montaña.
- A lo largo de los años en el manillar se incorporó un segundo par de palancas de freno, para permitir al ciclista frenar, sin tener que soltarlo cuando vaya agarrado a la parte horizontal. Aunque finalmente se dejó de utilizar estas palancas debido a que desequilibraban los frenos.

## Ciclocrós profesional

### Ciclistas
Los ciclistas de centro Europa, especialmente los belgas, checos y neerlandeses, son los especialistas de esta disciplina. En los años de historia del ciclocrós han aparecido diferentes dominadores procedentes de esta zona, como André Dufraisse, Erik de Vlaeminck, Roland Liboton (años 70 y 80) o, más recientemente, Mario De Clercq, Erwin Vervecken, Sven Nys, Lars Boom, Zdeněk Štybar, Niels Albert, Kevin Pauwels, Tom Meeusen, Wout van Aert y Mathieu van der Poel; y a nivel femenino Daphny van den Brand y Marianne Vos.
En el ámbito español los ciclistas más destacados han sido Antón Barrutia, José Luis Talamillo (seis veces campeón de España), José María Basualdo y Alfredo Irusta, David Seco y Felipe Orts. Otros ciclistas con buenos resultados profesionales han sido Aitor Hernández, Javier Ruiz de Larrinaga, Egoitz Murgoitio (quien consiguió una victoria internacional) y José Antonio Hermida (especialista en ciclismo de montaña); a nivel femenino Rocío Gamonal, Aida Nuño y Lucía González. Todos del norte de España, incluyendo Cataluña, donde es común la acumulación de barro y charcos en los caminos y prados. En Latinoamérica no hay tradición de este deporte debido al alto coste de tener que ir a Estados Unidos o Europa; lo más parecido es una especialidad del BMX llamada también bicicrós.
La mayoría de ciclistas actuales de esta disciplina la compaginan con el ciclismo en ruta.

### Equipos
Cabe destacar que a efectos UCI hasta la temporada 2017-2018 no existían equipos profesionales en esta disciplina, por lo que los corredores se solían integrar en equipos de ciclismo en ruta o ciclismo de montaña, y los más modestos bajo patrocinios individuales o ayudas de la federaciones de su país. Dos de los equipos más potentes a nivel internacional son el Telenet-Fidea y el Sunweb-Napoleon Games que están inscritos como equipos de ciclismo en ruta; asimismo, otros equipos belgas y neerlandeses de categoría continental (categoría de ciclismo en ruta) o de ciclismo de montaña suelen basar parte de su calendario en esta disciplina.
Debido a ello esta disciplina se suele considerar semi-profesional e incluso amateur.

## Principales competiciones
- Campeonato Mundial de Ciclocrós
- Campeonatos nacionales de ciclocrós (España, Bélgica, Países Bajos...)
- Copa del Mundo de Ciclocrós
- Superprestigio de Ciclocrós (Europa)
- X²O Badkamers Trophy ( Bélgica)
- Ethias Cross ( Bélgica y  Países Bajos)
- Rectavit Series ( Bélgica)
- U.S. Gran Prix of Cyclocross* ( Estados Unidos)
- Cross Crusade ( Estados Unidos)
- SSCXWC (Singlespeed Cyclocross World Championship)